# عبد الكبير الركاكنة
عبد الكبير الركاكنة (17 مايو 1963 -) هو ممثل ومخرج مغربي

## حياته
من مواليد مدينة سلا في 17 مايو 1963، شارك في عدة أفلام، ومسلسلات حققت شهرة جيدة.

## أعماله
كـ ممثل
- أصدقاء من كندا (2005).
- الغرفة السوداء (2004).
- صلاة الغائب (1996).

كـ مخرج
- بلاستيك (فيلم قصير)